# Carmaioga
Carmaioga (कर्म योग, transliteração: karma yoga[carece de fontes?]) é a integração (ioga) pela dedicação de todas as ações e seus frutos à divindade. É a execução da ação em união com a parte divina interior, ficando distanciado dos resultados, e mantendo o equilíbrio seja em face do sucesso ou do fracasso.
Segundo Swami Shivananda, a carmaioga é o serviço desinteressado para a humanidade. É a ioga da ação que prepara o antahkarana(coração e mente) para receber a Luz Divina, ou Conhecimento do Si-Mesmo.
A ação prende a pessoa ao mundo fenomênico (samsara) quando é ditada pelo ego, quando está inbuída do senso de fazer-e-receber. Então ela é karma bindu, a pessoa se liga à ação. Mas quando a ação é desinteressada, sem se esperar frutos, ela é libertadora. Então, o carma se torna carmaioga.
A prática da ação sem esperar por seus frutos liberta do medo e do pesar. O praticante de carmaioga deve se libertar da ambição, do desejo, da raiva e do egoísmo. Deve ter um grande coração, amar a sociedade com os homens de todos os tipos. Ao praticar a carmaioga, essas qualidades vão se tornando parte da pessoa.
Gandhi (Mohandas Karamchand Gandhi - 1869/1948) utilizou e difundiu o yama ahimsa, ou de resistência pacífica (política de não violência) a partir da carmaioga citado no Bhagavad Gita, onde Sri Krishna ensina a Arjuna, príncipe-guerreiro pandava, sobre ioga e sânquia.

## Bhagavad Gita
No Bhagavad Gita, Krishna diz a Arjuna que se ele praticar a ação desapegada (Seva ou carmaioga) se tornará livre do cativeiro cármico do qual surge os ciclos repetidos de nascimentos e mortes (2.39 e 2.40).
A carmaioga é um dos temas centrais do Bhagavad Gita e permeia toda a obra, nos verso 2.47 a 2.51 pode-se ler o básico do carmaioga:
Somente tens direito ao trabalho, não a seus frutos. Que esses frutos nunca sejam o motivo de seus atos, e nunca deverás ficar inativo.
Faça as suas ações no melhor de suas habilidades, Ó Arjuna, com sua mente ligada ao Senhor, abandonando a preocupação e o apego egoísta para os resultados, permanecendo calmo tanto no sucesso como no fracasso. O serviço sem egoísmo traz paz e tranqüilidade da mente, que conduz a união com Deus.
O trabalho feito com motivo egoísta é inferior e está longe do serviço desapegado. Portanto, seja um trabalhador desapegado, Ó Arjuna. Aqueles que trabalham apenas para o gozo dos frutos dos seus trabalhos são infelizes (porque não se tem controle sobre os resultados).
Um carma-iogue, ou uma pessoa desapegada, torna-se livre tanto da virtude como do vício em sua vida. Portanto, esforce-se por serviço desapegado. Trabalhar o melhor das suas habilidades, sem apegar-se egoisticamente pelos frutos do trabalho, chama-se Karmayoga ou Seva.
Os carma-iogues estão livres do cativeiro do renascimento, devido a renúncia do serviço desapegado aos frutos de todo trabalho, alcançando um divino estado de salvação ou Nirvana.